# Mykola Melnyk

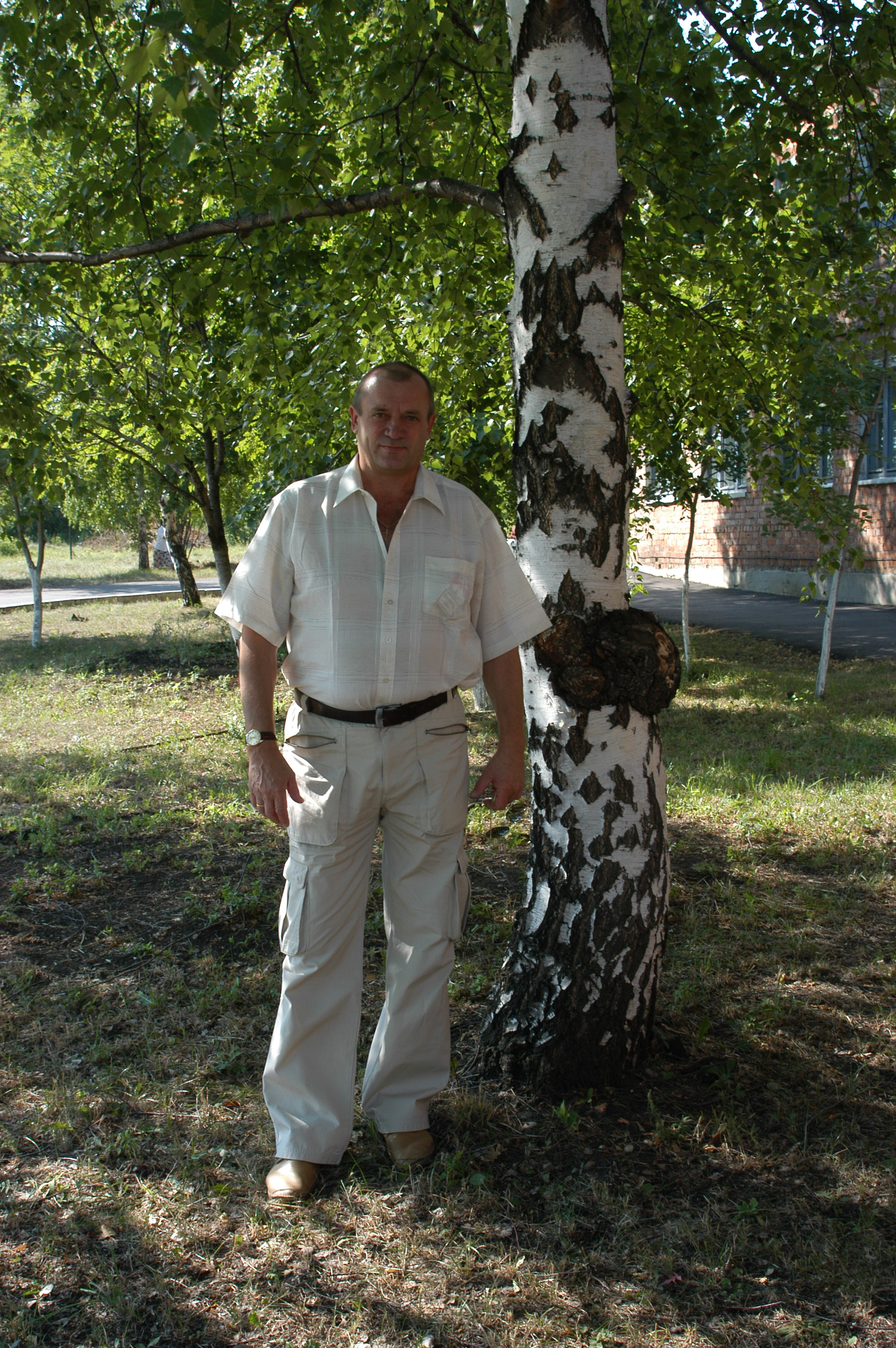
Mykola Melnyk (2006)

Mykola Mykolajowytsch Melnyk (ukrainisch Микола Миколайович Мельник, russisch Николай Николаевич Мельник, Nikolai Nikolajewitsch Melnik; * 17. Dezember 1953 in Stawyschtsche; † 26. Juli 2013 in Alicante) war ein sowjetischer und ukrainischer Hubschrauberpilot.

## Leben
Bereits Melnyks Vater war Testpilot für die ersten Versionen der MiG. Er selbst arbeitete als Pilotenausbilder in Krementschuk. Bekannt wurde Mykola Melnyk 1986, als er bei den Rettungsarbeiten nach der Katastrophe von Tschernobyl half und unter anderem dabei mitwirkte, Sensoren zur Strahlungsmessung zu installieren. Bei etwa 40 Anflügen auf den Reaktor erhielt er eine Gesamtdosis von etwa 1,6 Sievert (mindestens die fünffache sogenannte Katastrophendosis). Für seinen Einsatz in Tschernobyl wurde er 1987 mit dem Titel „Held der Sowjetunion“ ausgezeichnet.
Nach dem Ende der Sowjetunion ging er 1995 nach Spanien, wo er mit seiner Familie in Alicante lebte. Er arbeitete dort als Ausbilder für Hubschrauberpiloten und half bei Einsätzen von Löschflugzeugen. Im Jahre 1998 erhielt er von König Juan Carlos eine Auszeichnung für seine Löscheinsätze.